# Lytta erythrothorax
Lytta erythrothorax là một loài bọ cánh cứng trong họ Meloidae. Loài này được Mendoza y Herrera miêu tả khoa học năm 1866.